# Firenze oszlopai

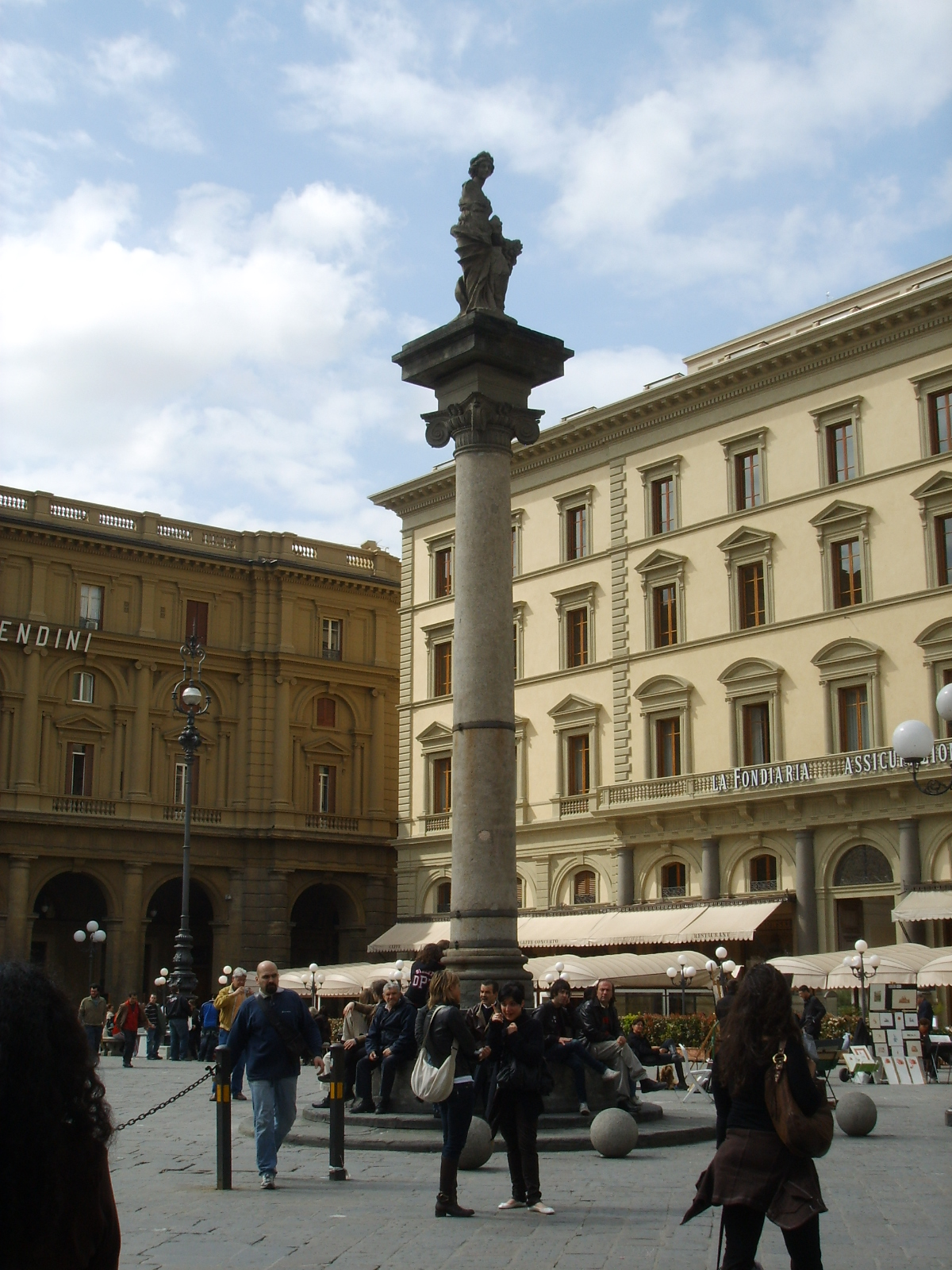
Colonna dell'Abbondanza

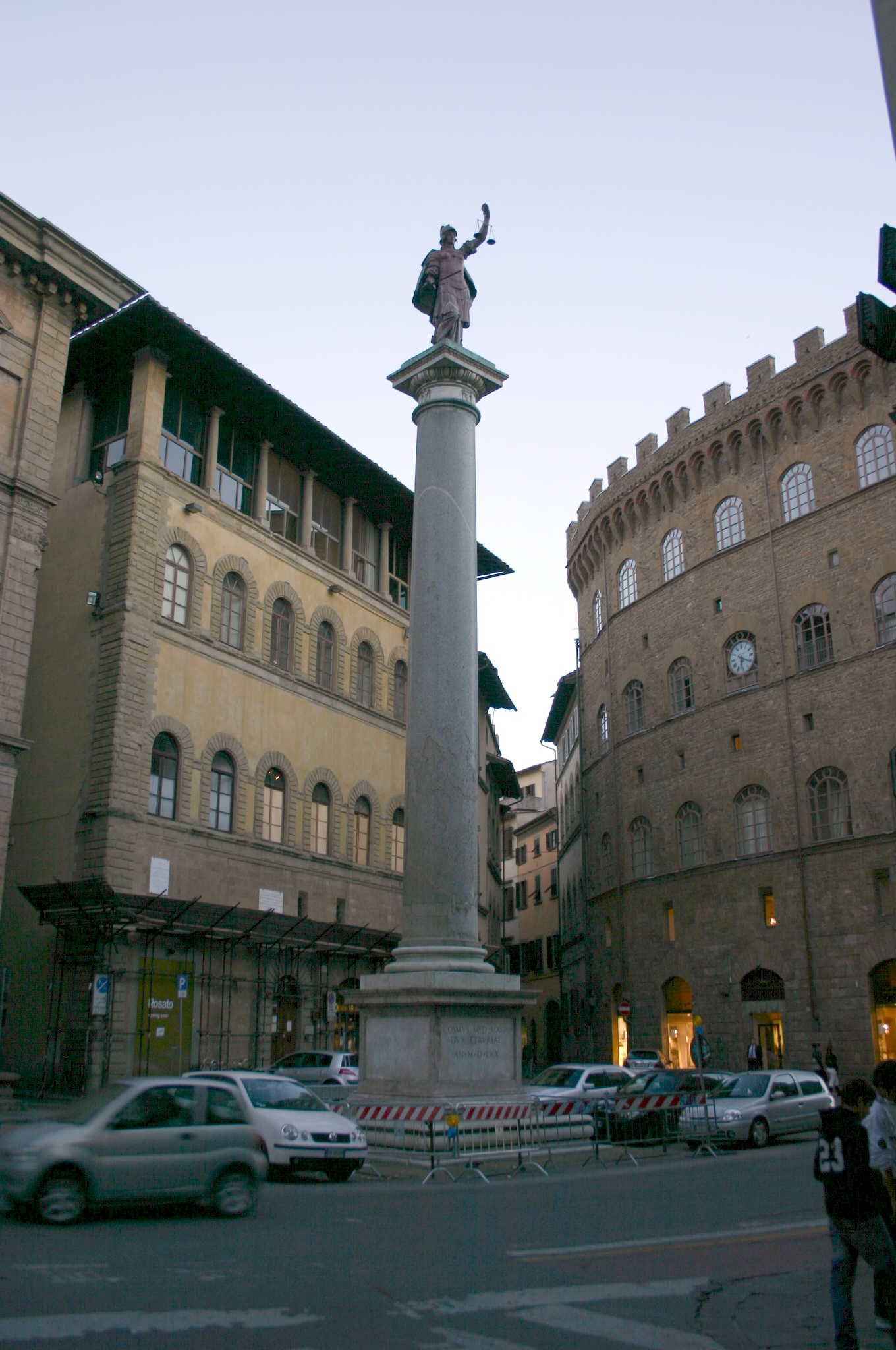
Colonna della Giustizia

Ez a cikk az olaszországi Firenzében található oszlopokat sorolja fel, ábécérendben.

## Colonna dell'Abbondanza
A Colonna dell'Abbondanza, azaz magyarul a Bőség Oszlopa a Piazza della Reppubblica téren áll. Tetején a Bőség istennőjének a szobra látható. A szobrot először 1721-ben restaurálták, majd 1956-ban, egy újabb felújítás alkalmával a szobor másolatát helyezték el a téren.

## Colonna della Giustizia
A Colonna della Giustizia, azaz magyarul az Igazság Oszlopa a Piazza di Santa Trinitá téren áll. Antik, gránitból készült oszlop, valószínűleg Rómából hozták ide Caracalla termáiból, 1563-ban. Később felvéstek rá egy I. Cosimo nagyherceget dicsőítő feliratot 1570-ben, majd 11 évvel később a tetején elhelyezték az Igazság szobrát. A szobrot Francesco Tadda készítette porfírból, de mivel túl kacsúnak találták a művet, utólag elhelyeztek rajta egy bronzköpenyt.

## Colonna di San Zanobi
A Colonna di San Zanobi oszlopot, amit a 14. század első felében állítottak fel a mai Szent János-keresztelőkápolna mellett, Szent Zenóbiuszról nevezték el. Annak emlékére állították fel a szobrot, hogy amikor 429 januárjában a szent holttestét elvitték egy itt álló szilfa mellett, a test véletlenül hozzáért a fához, és az kivirágzott. Erre az eseményre emlékeztet a bronz szilfaág.

## Croce al Trebbio
A Croce al Trebbio oszlopot egy hármas útkereszteződésnél (nem messze a Santa Maria Novella templomtól) állították fel 1338-ban egy 1244-es esemény emlékére, amikor a pápához hű katolikusok és a patarénus eretnekek megütköztek ezen a helyen.